# Titas Krapikas
Titas Krapikas (Kaunas, 3 de enero de 1999) es un futbolista lituano que juega en la demarcación de portero.

## Selección nacional
Tras jugar en distintas categorías inferiores de la selección, el 15 de noviembre de 2021 hizo su debut con la selección de fútbol de Lituania en un encuentro amistoso contra Kuwait que finalizó con un resultado de empate a uno tras el gol de Justas Lasickas para Lituania, y de Fawaz Al-Otaibi para Kuwait.

## Clubes
| Club           | País   | Año       | Partidos | Goles |
| -------------- | ------ | --------- | -------- | ----- |
| UC Sampdoria   | Italia | 2016-2019 | 0        | 0     |
| Spezia Calcio  | Italia | 2019-2021 | 12       | 0     |
| Ternana Calcio | Italia | 2021-2023 | 3        | 0     |